# Balsalazide
Balsalazide là một loại thuốc chống viêm được sử dụng trong điều trị bệnh viêm ruột. Nó được bán dưới tên thương hiệu Giazo, Colazal ở Mỹ và Colazide ở Anh. Nó cũng được bán ở dạng chung ở Mỹ bởi một số nhà sản xuất chung.
Nó thường được dùng như muối disodium. Balsalazide giải phóng mesalazine, còn được gọi là axit 5-aminosalicylic, hoặc 5-ASA, trong ruột già. Ưu điểm của nó so với thuốc trong điều trị viêm loét đại tràng được cho là việc đưa chất hoạt động qua ruột non đến ruột già, vị trí hoạt động của viêm loét đại tràng.

## Tổng hợp
Ex 3 thực sự là dành cho Ipsalazide. Xem Ex 4 cho Balsalazide thích hợp. Cùng một giao thức nhưng sử dụng -Alanine. 

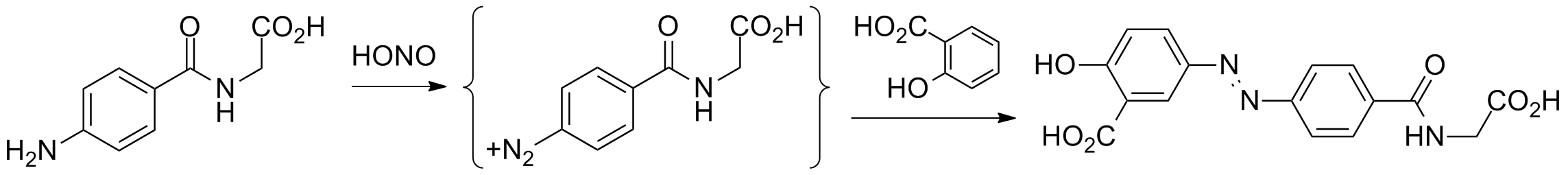
Tổng hợp Balsalazide: Phòng thí nghiệm Biorex, (1986).

1. Nguyên liệu ban đầu là axit 4-amino hippuric, thu được bằng cách ghép axit para-aminobenzoic và glycine.
2. Sản phẩm đó sau đó được xử lý bằng axit nitric để tạo ra muối diazonium.
3. Phản ứng của loài này với axit salicylic tiến hành tại vị trí para với phenol để cho balsalazide.